# A Última Bailarina
A Última Bailarina é um romance gráfico do gênero humor de autoria de Guilherme de Sousa e publicado em 2014 de forma independente pelo coletivo Korja dos Quadrinhos. O livro é ambientado em um apocalipse zumbi e conta a história de Laurita, uma menina que usa roupa de bailarina e não entende os perigos que corre. Ela é acompanhada por Fifo, um ursinho de pelúcia desbocado e violento, e Leo, um unicórnio gay. A história mostra, usando humor "politicamente incorreto", o trio de protagonistas lutando pela sobrevivência. O livro ganhou um spin-off chamado Fifo (2015), que conta a história de origem do ursinho de pelúcia, e uma continuação chamada A Última Bailarina Contra-Ataca (2016), que ganhou o 29º Troféu HQ Mix na categoria "melhor publicação de humor". Em dezembro de 2021, durante a Comic Con Experience, o estúdio Eleven Dragons anunciou que a HQ será adaptada em uma série de animação.